# 20 kilomètres marche masculin aux Jeux olympiques d'été de 2016
Pour un article plus général, voir Athlétisme aux Jeux olympiques d'été de 2016.
Navigation
Londres 2012 Tokyo 2020

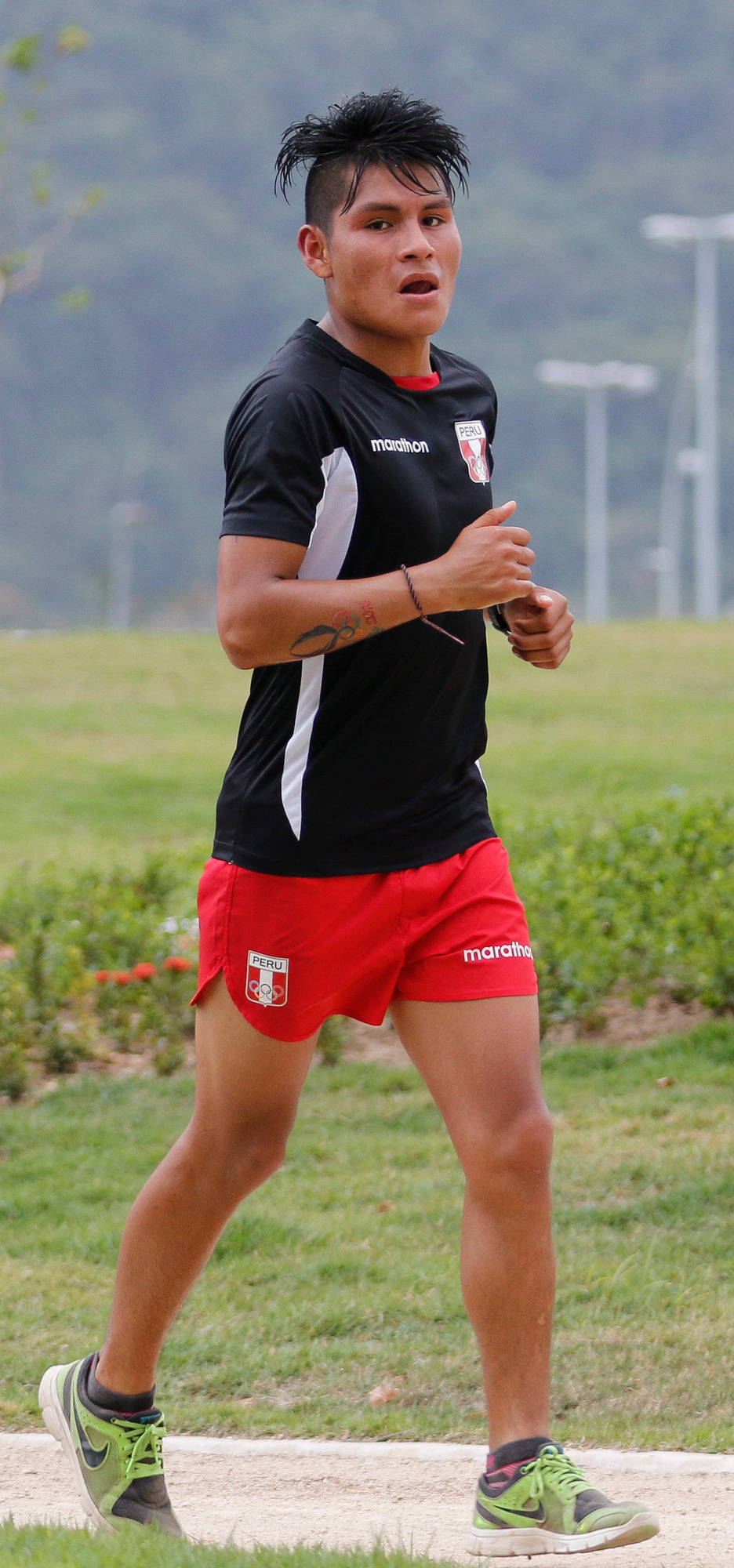
L'athlète Paolo Yurivilca aux Jeux olympiques de Rio 2016

L'épreuve du 20 kilomètres marche masculin aux Jeux olympiques de 2016 se déroule le 12 août 2016 à Rio de Janeiro, au Brésil. elle est remportée par le Chinois Wang Zhen en 1h19 min 14 s.

## Résultats
| Rang               | Athlète                 | Pays             | Temps           | Notes  |
| ------------------ | ----------------------- | ---------------- | --------------- | ------ |
| Médaille d'or      | Wang Zhen               | Chine            | 1 h 19 min 14 s |        |
| Médaille d'argent  | Cai Zelin               | Chine            | 1 h 19 min 26 s | PB     |
| Médaille de bronze | Dane Alex Bird-Smith    | Australie        | 1 h 19 min 37 s | PB     |
| 4                  | Caio Bonfim             | Brésil           | 1 h 19 min 42 s | NR     |
| 5                  | Christopher Linke       | Allemagne        | 1 h 20 min 00 s |        |
| 6                  | Tom Bosworth            | Grande-Bretagne  | 1 h 20 min 13 s | NR     |
| 7                  | Daisuke Matsunaga       | Japon            | 1 h 20 min 22 s |        |
| 8                  | Matteo Giupponi         | Italie           | 1 h 20 min 27 s | PB     |
| 9                  | Esteban Soto            | Colombie         | 1 h 20 min 36 s | PB     |
| 10                 | Evan Dunfee             | Canada           | 1 h 20 min 49 s |        |
| 11                 | Miguel Ángel López      | Espagne          | 1 h 20 min 58 s |        |
| 12                 | Inaki Gomez             | Canada           | 1 h 21 min 12 s |        |
| 13                 | Manish Singh            | Inde             | 1 h 21 min 21 s |        |
| 14                 | Ever Palma              | Mexique          | 1 h 21 min 24 s |        |
| 15                 | Éider Arévalo           | Colombie         | 1 h 21 min 36 s |        |
| 16                 | Ruslan Dmytrenko        | Ukraine          | 1 h 21 min 40 s |        |
| 17                 | Kim Hyun-sub            | Corée du Sud     | 1 h 21 min 44 s | PB     |
| 18                 | Hagen Pohle             | Allemagne        | 1 h 21 min 44 s |        |
| 19                 | Jakub Jelonek           | Pologne          | 1 h 21 min 52 s |        |
| 20                 | Alexandros Papamichail  | Grèce            | 1 h 21 min 55 s |        |
| 21                 | Isamu Fujisawa          | Japon            | 1 h 22 min 03 s |        |
| 22                 | Álvaro Martín           | Espagne          | 1 h 22 min 11 s |        |
| 23                 | Pedro Gómez             | Mexique          | 1 h 22 min 22 s |        |
| 24                 | Richard Vargas          | Venezuela        | 1 h 22 min 23 s |        |
| 25                 | Yerko Araya             | Chili            | 1 h 22 min 23 s |        |
| 26                 | Marius Žiūkas           | Lituanie         | 1 h 22 min 27 s | SB     |
| 27                 | Benjamin Thorne         | Canada           | 1 h 22 min 28 s |        |
| 28                 | Máté Helebrandt         | Hongrie          | 1 h 22 min 31 s | PB     |
| 29                 | Luis Fernando López     | Colombie         | 1 h 22 min 32 s |        |
| 30                 | Ersin Tacir             | Turquie          | 1 h 22 min 53 s |        |
| 31                 | João Vieira             | Portugal         | 1 h 23 min 03 s |        |
| 32                 | Anton Kučmín            | Slovaquie        | 1 h 23 min 17 s |        |
| 33                 | Rhydian Cowley          | Australie        | 1 h 23 min 30 s |        |
| 34                 | Georgiy Sheiko          | Kazakhstan       | 1 h 23 min 31 s |        |
| 35                 | Ihor Hlavan             | Ukraine          | 1 h 23 min 32 s |        |
| 36                 | Hassanine Sebei         | Tunisie          | 1 h 23 min 44 s |        |
| 37                 | Daniel Pintado          | Équateur         | 1 h 23 min 44 s |        |
| 38                 | Nils Brembach           | Allemagne        | 1 h 23 min 46 s |        |
| 39                 | Chen Ding               | Chine            | 1 h 23 min 54 s |        |
| 40                 | Nazar Kovalenko         | Ukraine          | 1 h 24 min 40 s |        |
| 41                 | Paolo Yurivilca         | Pérou            | 1 h 24 min 48 s |        |
| 42                 | Eiki Takahashi          | Japon            | 1 h 24 min 59 s |        |
| 43                 | Aliaksandr Liakhovich   | Biélorussie      | 1 h 25 min 04 s |        |
| 44                 | Lebogang Shange         | Afrique du Sud   | 1 h 25 min 07 s |        |
| 45                 | Marco Antonio Rodríguez | Bolivie          | 1 h 25 min 11 s | SB     |
| 46                 | Alex Wright             | Irlande          | 1 h 25 min 25 s |        |
| 47                 | Artur Brzozowski        | Pologne          | 1 h 25 min 29 s |        |
| 48                 | Erik Tysse              | Norvège          | 1 h 26 min 06 s |        |
| 49                 | Kévin Campion           | France           | 1 h 26 min 22 s |        |
| 50                 | Erick Barrondo          | Guatemala        | 1 h 27 min 01 s |        |
| 51                 | Juan Manuel Cano        | Argentine        | 1 h 27 min 27 s |        |
| 52                 | Julio César Salazar     | Mexique          | 1 h 27 min 38 s |        |
| 53                 | Sérgio Vieira           | Portugal         | 1 h 27 min 39 s |        |
| 54                 | Hamid Reza Zouravand    | Iran             | 1 h 27 min 45 s |        |
| 55                 | Francisco Arcilla       | Espagne          | 1 h 27 min 50 s |        |
| 56                 | José María Raymundo     | Guatemala        | 1 h 29 min 07 s |        |
| 57                 | Choe Byeong-kwang       | Corée du Sud     | 1 h 29 min 08 s |        |
| 58                 | Wayne Snyman            | Afrique du Sud   | 1 h 29 min 20 s |        |
| 59                 | Marius Šavelskis        | Lituanie         | 1 h 29 min 26 s |        |
| 60                 | Nguyễn Thành Ngưng      | Viêt Nam         | 1 h 30 min 01 s |        |
| 61                 | Byun Young-jun          | Corée du Sud     | 1 h 30 min 38 s |        |
| 62                 | Mert Atlı               | Turquie          | 1 h 31 min 36 s |        |
| 63                 | Moacir Zimmermann       | Brésil           | 1 h 33 min 58 s |        |
| —                  | Samuel Ireri Gathimba   | Kenya            | DNF             |        |
| —                  | Simon Wachira           | Kenya            | DNF             |        |
| —                  | Perseus Karlström       | Suède            | DNF             |        |
| —                  | Dzianis Simanovich      | Biélorussie      | DNF             |        |
| —                  | José Alessandro Bagio   | Brésil           | DNF             |        |
| —                  | Andrés Chocho           | Équateur         | DQ              | R230.7 |
| —                  | Mauricio Arteaga        | Équateur         | DQ              | R230.7 |
| —                  | Ganapathi Krishnan      | Inde             | DQ              | R230.7 |
| —                  | Łukasz Nowak            | Pologne          | DQ              | R230.7 |
| —                  | Quentin Rew             | Nouvelle-Zélande | DQ              | R230.7 |
| —                  | Gurmeet Singh           | Inde             | DQ              | R230.7 |

## Légende
Records et Performances
- AR : Record continental (area record)
- CR : Record des championnats (championship record)
- MR : Record du meeting (meet record)
- NR : Record national (national record)
- OR : Record olympique (olympic record)
- PR : Record paralympique (paralympic record)
- PB : Record personnel (personal best)
- SB : Meilleure performance personnelle de la saison (season's best)
- WL : Meilleure performance mondiale de l'année (world leader)
- WJR : Record du monde junior (world junior record)
- WR : Record du monde (world record)

Circonstances et Conditions
- DNF : N'a pas terminé (did not finish)
- DNS : N'a pas pris le départ (did not start)
- DQ : Disqualification (disqualification)
- NM : Aucun essai valable enregistré (No Mark)
- Q : Qualifié « directement » au prochain tour (ou à la prochaine compétition), lors d'une compétition majeure, grâce au classement ou à la réalisation des minima (automatic qualifier)
- q : Qualifié au prochain tour (ou à la prochaine compétition), lors d'une compétition majeure, grâce au repêchage ou à la réalisation de l'une des meilleures performances parmi celles des « non qualifiés directement » (grâce au meilleur temps ou à la meilleure distance par exemple) (secondary qualifier)